# Giorgino (moneta)
Giorgino è il nome di alcune monete in oro e argento con effigiato san Giorgio.
Monte con questo nome sono state coniate da diverse zecche. Tra le altre Genova, Solferino, Modena, Ferrara. Sulle monete era effigiato san Giorgio a cavallo e da questo presero il nome. 

## Genova
A Genova si coniarono monete in argento con questa denominazione dal 1668; era usato nel commercio non il Medio oriente mediterraneo assieme ad altre monete simili del periodo. Pesava poco più di 2 g con un diametro di 22 mm ed un titolo di 583 millesimi. Aveva al dritto lo stemma di Genova, con LIBERTAS e al rovescio san Giorgio. Nel 1718 fu coniato anche un giorgino d'oro dal peso di 3,440 g e del diametro di mm 21. 

## Ferrara
La zecca di Ferrara, sotto Alfonso II d'Este (1533-1597), duca di Ferrara coniò un grosso che aveva al rovescio san Giorgio a cavallo che quindi fu chiamato giorgino. La moneta fu imitata da altre zecche dei Gonzaga.

## Modena
La moneta fu imitata anche dalla zecca di Modena; vi era raffigurato san Geminiano e perciò era chiamato, oltre che Giorgino modenese, anche Geminiano.
Furono emessi per la prima volta nel 1598 sotto il duca Cesare. 
Nel 1606 i giorgini modenesi recavano al dritto il ritratto del duca e intorno la legenda CAESAR . DUX. MUTIN . REG . C.; al rovescio era raffigurato san Geminiano stante col pastorale mentre benedice e intorno la legenda SANCTUS GEMINIANUS
La coniazione dei giorgini proseguì sotto i successori di Cesare.